# 道の駅ふじおやま
道の駅ふじおやま（みちのえき ふじおやま）は、静岡県駿東郡小山町にある国道246号の道の駅である。

## 概要
国土交通省と小山町との共同事業で設置された。国道246号沿いでは唯一の道の駅である。
目の前に富士山が一望でき、隣接の用沢公園（噴水公園）と田園風景に囲まれ清涼な空気と水を満喫できる空間である。コンセプトは「水と緑」。
施設内には、和風建築の「地域振興施設」があり、レストラン・物産・農産物直売所、地域交流ルーム・研修室などを備えた複合建築物がある。周辺には富士スピードウェイや桜名所百選の冨士霊園、金時山・足柄峠・誓いの丘などがある。

## 施設
- 駐車場
  - 普通車：42台
  - 大型車：63台(バス用3台含む)
  - 身障者用 : 2台
- トイレ
  - 男：大 6器（4器）、小 12器（7器）
  - 女：17器（11器）
  - 身障者用：2器（1器）

※（）内は24時間使用可能
- 地域振興施設
  - レストラン（8：00 - 20：00（ラストオーダー19：00））
  - 農産物直売所（9:00 - 17:00）
  - お土産（7：00 - 20：00）
  - 地域交流ルーム
  - 地場産品展示室（9:00 - 18:00）
  - 研修室（9:00 - 18:00）
  - 情報センター
  - 休息室
- イベント広場（9:00 - 18:00）
- 公衆電話

## 休館日
- 毎週火曜日（地場産品展示室、研修室、イベント広場のみ）
- 12月31日および1月1日 土産店とレストラン休み
- 12月31日から1月6日 農産物直売所休み

## アクセス
- 国道246号 - 登録路線